# شبی با عبدی
شبی با عبدی نام یک برنامه تلویزیونی به کارگردانی محمدحسین لطیفی و با اجرای اکبر عبدی است که از ۸ تیر ۱۳۹۷ از شبکه نسیم پخش می‌شد.

## محتوای برنامه
این مجموعه یک بخش نمایشی دارد و با محوریت خود اکبر عبدی و آثار وی و کاراکترهایی که بازی کرده است تولید می‌شود.بخشی از برنامه نیز به صورت گفتگو محور است و مهمانانی که در سریال یا مجموعه ای با اکبر عبدی همبازی بوده‌اند به برنامه دعوت می‌شوند و او دربارهٔ آن آثار حرف می‌زند و به نوعی خاطره بازی است. وجه تمایز مهم برنامه «شبی با عبدی» این است که او چندین کاراکتر دارد. او هم خودش بازی می‌کند هم با پارتنرش بازی دارد و هم با مردمی که در استودیو حضور دارند همبازی می‌شود.

## مهمانان
- قسمت ۱:جمشید مشایخی
- قسمت ۲:مهدی فخیم‌زاده[۶]
- قسمت ۳:رضا شفیعی‌جم[۷]
- قسمت ۴:علی رضا خمسه
- قسمت ۵:مهران غفوریان
- قسمت ۶:برزو ارجمند و بهار ارجمند
- قسمت ۷:نادر سلیمانی
- قسمت ۸:منوچهر والی‌زاده
- قسمت ۹:داریوش ارجمند
- قسمت ۱۰:بهنوش بختیاری
- قسمت ۱۱:مهرداد میناوند و سیروس دین‌محمدی
- قسمت ۱۲:علی اوسیوند و ارژنگ امیرفضلی
- قسمت ۱۳:آتش تقی‌پور و شهین علیزاده
- قسمت ۱۴:رضا رویگری
- قسمت ۱۵:مسعود ده‌نمکی
- قسمت ۱۶:محمدرضا هدایتی
- قسمت ۱۷:غلامرضا صنعتگر و علی ضیا
- قسمت ۱۸:سیاوش طهمورث
- قسمت ۱۹:حسین محب‌اهری و مهران رجبی
- قسمت ۲۰:حجت اشرف‌زاده
- قسمت ۲۱:سهراب مرادی
- قسمت ۲۲:کوروش تهامی
- قسمت ۲۳:بیژن بنفشه‌خواه، ساناز سماواتی
- قسمت ۲۴:علیرضا دلبریان
- قسمت ۲۵:ودود مؤذن زاده
- قسمت ۲۶:سالار عقیلی
- قسمت ۲۷ :مرجانه گلچین
- قسمت ۲۸ :سیما تیرانداز
- قسمت ۲۹:حمید گودرزی
- قسمت ۳۰:ماشالله شاهمرادی
- قسمت ۳۱:غلام کویتی‌پور
- قسمت ۳۲:لاله صبوری، داود فتحعلی بیگی
- قسمت ۳۳: شقایق دهقان
- قسمت ۳۴:اصغر همت
- قسمت ۳۵:محمدرضا نجفی‌امامی
- قسمت ۳۶: علی کریمی

## زمان پخش
هر هفته پنجشنبه و جمعه ساعت:۲۱:۰۰
بازپخش روز بعد ساعت ۹:۳۰ صبح و ۱۵ بعد از ظهر